# Antoni Tàpies
Antoni Tàpies i Puig, marquês de Tàpies (Barcelona, 13 de dezembro de 1923 - Barcelona, 6 de fevereiro de 2012) foi um pintor espanhol, considerado como um dos mais importantes do século XX.

## Biografia
Seu pai, Josep Tàpies Mestres, era advogado, e a sua mãe, Maria Puig Guerra, era filha de uma família de políticos catalães. A profissão do seu pai, e as relações políticas do lado da sua mãe, proporcionaram-lhe um ambiente liberal durante a sua infância.
Em 1942, devido a uma doença pulmonar, passa algum tempo a convalescer num sanatório em Puig d’Olena. Durante este período, dedicou-se a copiar obras de artistas como Pablo Picasso ou Vincent Van Gogh. Leu Nietzsche, Dostoievsky e filosofia oriental, nomeadamente o Budismo Zen; ao mesmo tempo, ouvia a música do romantismo e Richard Wagner. Estuda Direito na Universidade de Barcelona.
Ao mesmo tempo que estudava Direito, Tàpies dedicou parte do seu tempo à pintura e colagens, de conteúdo existencialista e surrealista (p.ex. Figura de Papel de Jornal e Fios, 1946-1947), influenciado por filósofos como Jean-Paul Sartre e Martin Heidegger.
Em 1945, abandona os estudos e, no ano seguinte, instala-se no seu estúdio em Barcelona. Os anos seguintes são de contacto com diferentes artistas e intelectuais, e de crescente reconhecimento da sua obra. Em 1953, casa-se com Teresa Barba, situação que o fará abandonar a sua vertente surrealista, adotando a corrente do informalismo europeu. Simpatizante da causa catalã (expressa nalguma pinturas como O Espírito Catalão, de 1971), apoia alguns movimentos de protesto ao franquismo, que o levam à prisão por breves períodos, no final dos ano 60, princípios de 70. A década de 70 é de prestigio internacional. A obra de Tàpies foi exposta em todo o mundo, nos principais museus de arte moderna. Doutorado por diversas vezes Honoris Causa, recebeu inúmeros prémios, dos quais se destacam a Medalha de Ouro da Generalidade da Catalunha (1983), e o Prémio Príncipe das Astúrias das Artes (1990).
Em 1990, é inaugurada a Fundação Antoni Tàpies, instituição fundada pelo próprio para divulgar a arte contemporânea.
A 22 de abril de 1996, foi agraciado com o grau de Grande-Oficial da Ordem Militar de Sant'Iago da Espada, de Portugal.
Antoni Tàpies faleceu em Barcelona em 6 de fevereiro de 2012.

## Obra

### Surrealismo
Em 1948, expõe pela primeira vez no Salão de Outubro de Barcelona. Toma contactos com artistas e intelectuais vanguardistas, e funda, juntamente com o poeta Joan Brossa, os pintores Joan Ponç e Modest Cuixart, o impressor Joan Josep Tharrats e o filósofo Arnau Puig, o movimento Dau Al Set, e uma revista com o mesmo nome, de conteúdo surrealista e influências dadaístas.
A obra inicial de Tàpies é influenciada pelo surrealismo, conforme se pode constatar em A Ocultação de Wotan (1950), principalmente pelos pintores Paul Klee e Joan Miró. Em 1950, Tàpies faz a sua primeira exposição individual nas Galerias Laietanes de Barcelona. Após ter obtido uma bolsa de estudo viaja para Paris onde se relaciona com Picasso. As suas exposições prosseguem em Madrid, Veneza e Nova Iorque, na galeria de Martha Jackson.

### Informalismo Europeu
O casamento, em 1953, com Teresa Barba, influencia a sua vida pessoal, e de artista, e muda progressivamente de estilo. Passa a utilizar nas suas pinturas, materiais como cordas, papel ou pó de mármore. Tàpies acompanha assim a corrente europeia do informalismo, caracterizada por pinturas em que a tinta ganha espessura e consistência. A sua obra, neste período, é apoiada pelo crítico francês Michel Tapié, e trabalha, durante a década de 50 e 60, com outros informalistas espanhóis como Enrique Tábara, António Saura e Manolo Millares. Exemplo desta nova fase é o quadro Branco com Manchas Vermelhas (1954), Grande Pintura Pinzenta (1955) ou Corpo de Matéria e Manchas de Côr Laranja (1968).

### Década de 1970
As décadas de 1950 e 1960 reconhecem o seu trabalho a nível internacional. O final da década de 1960 e a década de 1970 trazem a Tapiès as influências da Arte Povera, e incorpora nos seus trabalhos objetos mais sólidos como mobiliário ou roupa (Trapos e Cordéis Sobre Tábua, de 1967; Palha e Madeira, de 1969; Peça de Roupa, de 1973).

### Trabalho selecionado
- Zoom (1946)
- Creu de paper de diari (1947)
- Tríptic (1948)
- Collage d'arròs i cordes (1949)
- L'escarnidor de diademes (1949)
- La barberia dels maleïts i dels elegits (1950)
- Driades, nimfes i harpies (1950)
- Spiritual Song (1950)
- El foc interior (1953)
- Blanc amb taques roges (1954)
- Terra i pintura (1956)
- Laberint (1956)
- Pintura ocre (1959)
- Relleu gris sobre negre (1959)
- Forma blanca (1959)
- M (1960)
- Relleu amb cordes (1963)
- En forma de cadira (1966)
- Collage en forma de peu (1966)
- Matèria en forma d'axil·la (1968)
- Caixa d'embalar (1969)
- Homenatge a Richard Wagner (1969
- Palla premsada a l'X (1969)
- Pintura amb manilles (1970)
- Cadira coberta (1970)
- Taula de despatx amb palla (1970)
- Ocre amb fletxa (1971)
- L'esperit català (1971)
- Braç (1973)
- L'escala (1974)
- Efecte de bastó en relleu (1979)
- Matèria sobre fusta amb oval (1979)
- Blau amb dues creus (1980)
- Drac (1980)
- Nu de vernís (1980)
- Amor, a mort (1980)
- Crani blanc (1981)
- Peu sobre blanc (1981)
- Matèria plegada (1981)
- Roig i negre (1981)
- A tombada (1982)
- Vernís amb formes negres (1982)
- Matèria del temps (1983)
- Tríptic dels graffiti (1984)
- M blanc (1984)
- Lector (1984)
- Matèria ocre (1984)
- Tors (1985)
- Dos bastidors (1985)
- Ulls tancats (1985)
- Gran blanc amb mà (1985)
- Capitoné (1986)
- Gran díptic de terra (1987)
- Portes i fletxes (1987)
- Blanc i cadira (1987)
- Dies d'Aigua II (1987)
- Infinit (1988)
- Tres dits (1990)
- Núvol i cadira (1990)
- Inspiració-expiració (1991)
- Les quatre cròniques (1991)
- Disseny logotip Universitat Rovira i Virgili (URV) (1991)
- Pregunta (1992)
- Perfil metàl·lic (1993)
- Rinzen (1993)
- Cap (1995)
- Llit (1995)
- Cos i filferros (1996)
- Monòleg (1997)
- Terra d'ombra (1998)
- Peu i cistell (1999)
- Martell (2002)
- 1/2 (2003)
- Formes en l'espai (2009)

## Exposições
- 1948: 1º de outubro Salão em Barcelona.
- 1949: Instituto Francês de Barcelona.
- 1950: VII Salão dos Onze em Madrid e primeira exposição individual nas Galerias Laietanes em Barcelona.
- 1952: XXVI Bienal de Veneza e nova exposição nas Galerias Laietanes de Barcelona.
- 1953: exposições individuais na Martha Jackson Gallery em Nova York, nas Biosca Galleries em Madrid e na Marshall Field Art Gallery em Chicago.
- 1954: XXVII Bienal de Veneza e nova exposição nas Galerias Laietanes de Barcelona.
- 1955: III Bienal Hispano-Americana, Barcelona. Exposições individuais no Sturegalleriet em Estocolmo e na Sala Gaspar em Barcelona.
- 1956: exposição individual, Galerie Stadler, Paris.
- 1957: exposições individuais na Martha Jackson Gallery em Nova York, na Galerie Stadler em Paris e na Galerie Schmela em Düsseldorf.
- 1958: sala especial na XXIX Bienal de Veneza.
- 1959: exposições no Museu de Arte de Bilbao, na Martha Jackson Gallery em Nova York, na Gres Gallery em Washington, na Galerie Stadler em Paris, no Kunsthalle em Berna e na Galerie Van de Loo em Munique (com Antonio Saura ).
- 1960: exposições no Gaspar Hall em Barcelona, no Bilbao Art Museum, na Martha Jackson Gallery em Nova York e na Galleria dell'Ariete no Milan.
- 1961: exposições individuais na Martha Jackson Gallery em Nova York, na Gres Gallery em Washington e na Galerie Stadler em Paris.
- 1962: exposições retrospectivas na Kestner Gesellschaft em Hanover, no Museu Guggenheim em Nova York e no Kunsthaus em Zurique.
- 1963: exposições no Phoenix Art Center ( Phoenix, Arizona ), no Pasadena Art Museum ( Pasadena, Califórnia ), na Felix Landau Gallery em Los Angeles, na Martha Jackson Gallery em Nova York, Berggruen & Cie. de Paris e da Galerie Im Erker em Sankt Gallen.
- 1964: sala especial na III Documenta em Kassel e exposições na Galerie Rudolf Zwirner em Colônia, na Galerie Stadler em Paris, na Gallery Moos em Toronto e na Sala Gaspar em Barcelona.
- 1965: exposição retrospectiva no Institute of Contemporary Arts de Londres e exposições individuais na Galerie Rudolf Zwirner em Colônia e na Galerie van de Loo em Munique.
- 1966: participação na Bienal de Menton e exposição na Galerie Stadler em Paris.
- 1967: participação na Bienal de Ljubljana, retrospectiva no Kunstmuseum em Sankt Gallen e exposições individuais na Martha Jackson Gallery em Nova York e na Galerie Maeght em Paris.
- 1968: exposições retrospectivas no Museum des 20. Jahrhunderts em Viena, no Kunstverein em Hamburgo e na Kölnischer Kunstverein em Colônia, e exposições individuais na Martha Jackson Gallery em Nova York, na Galerie Maeght em Paris e na Galerie Schmela em Düsseldorf.
- 1969: exposições na Galerie Maeght em Paris, na Gallery Moos em Toronto, na Sala Gaspar em Barcelona e uma retrospectiva no Kasseler Kunstverein em Kassel.
- 1970: Martha Jackson Gallery de Nova York.
- 1971: Il Collezionista d'Arte Contemporanea em Roma e Galerie Maeght em Zurique.
- 1972: Galerie Maeght em Paris e retrospectiva na Städtische Galerie im Haus Seel em Siegen.
- 1973: exposições retrospectivas no Musée d'Art Moderne de la Ville em Paris, no Musée Rath em Genebra e no Palais des Beaux-Arts de Charleroi, e exposições individuais na Martha Jackson Gallery em Nova York, na Jodi Scully Gallery em Los Angeles e a Galeria Juana Mordó em Madrid.
- 1974: exposições retrospectivas no Louisiana Museum em Copenhagen, Nationalgalerie em Berlin, Hayward Gallery em Londres e Glynn Vivian Art Gallery em Swansea, e exposições individuais na Galerie Maeght em Paris e na Gallery Moos em Toronto.
- 1975: exposições na Maeght Gallery em Barcelona, na Maeght Gallery em Zurique, na Ruth S. Schaffner Gallery em Los Angeles, na Galerie Beyeler em Basel e na Martha Jackson Gallery em Nova York.
- 1976: exposições retrospectivas na Fundação Maeght em Saint-Paul-de-Vence, no Museu Seibu em Tóquio, na Fundação Joan Miró em Barcelona.
- 1977: exposições retrospectivas na Albright-Knox Art Gallery ( Buffalo, Nova York ), no Museum of Contemporary Art de Chicago, no Marion Koogler McNay Art Institute em San Antonio (Texas), no Des Moines Art Center ( Des Moines, Iowa ), o Musée d'Art Contemporain em Montreal, o Kunstverein em Bremen e o Staatliche Kunsthalle em Baden-Baden.
- 1978: exposições retrospectivas no Kunstmuseum em Winterthur e no Musée de l'Abbaye de Sainte Croix em Les Sables-d'Olonne, e exposições individuais na Martha Jackson Gallery em Nova York, na Maeght Gallery em Barcelona e na Galerie Schmela em Düsseldorf.
- 1979: exposições na Galerie Maeght em Paris e na Hastings Gallery do Spanish Institute em Nova York, e uma retrospectiva no Badischer Kunstverein em Karlsruhe.
- 1980: exposições retrospectivas no Museu Espanhol de Arte Contemporânea em Madrid, no Museu Stedelijk em Amesterdão, no Kunsthalle em Kiel e no Museu Wolfgang-Gurlitt em Linz e exposições individuais na Galerie Maeght em Zurique e no Studio Dueci em Roma.
- 1981: exposições na Maeght Gallery em Barcelona, na Galerie Maeght em Zurique, M. Knoedler & Co. em Nova York e na Stephen Wirtz Gallery em San Francisco, e uma retrospectiva na Fondation du Chateau de Jau, Cases de Pène.
- 1982: retrospectivas no Palacio de la Lonja em Zaragoza e na Scuola di San Giovanni Evangelista em Veneza, e exposições na Galeria Marisa del Re em Nova York, na Galerie Maeght em Paris e no Studio Dueci em Roma.
- 1983: exposições na Galerie Maeght em Zurique, no Saló del Paranimf na Universidade de Barcelona, na Abbaye de Sénanque de Gordes, no Städtische Galerie Prinz-Max-Palais em Karlsruhe e na Galeria Maeght em Barcelona, e uma retrospectiva em a Fundação Joan Miró de Barcelona.
- 1984: exposições no Museu Municipal de San Telmo em San Sebastián, na Galerie Maeght Lelong em Nova York, na Galerie Maeght Lelong em Zurique, na Galeria Antonio Machón em Madrid, na Galerie Maeght Lelong em Paris e na Galerie Brusberg em Berlim.
- 1985: exposições retrospectivas no Palazzo Reale em Milão e no Museum voor Moderne Kunst em Bruxelas, a solo na Galeria Stephen Wirtz em San Francisco.
- 1986: exposições antológicas no Wienes Kunstlerhaus em Viena e no Stedelijk van Abbemuseum em Eindhoven, participação na exposição inaugural do MNCARS em Madrid e exposições individuais na Theo Gallery em Madrid, na Galerie Maeght Lelong em Nova Iorque, no Abbaye de Montmajour em Arles, a Galerie Maeght Lelong em Paris, a Joan Prats Gallery em Barcelona e a Carles Taché Gallery em Barcelona.
- 1987: exposições na Galeria Maeght em Barcelona, na Galeria Lelong em Zurique e na Galeria Carles Taché em Barcelona.
- 1988: exposições antológicas no Saló del Tinell em Barcelona, na Llotja em Palma de Mallorca e no Musée Cantini em Marselha e exposições individuais na Galerie Lelong em Paris, na Annely Juda Fine Arts em Londres e na Galerie Beyeler em Basel.
- 1989: exposição antológica na Kunstsammlung Nordrhein-Westfalen em Düsseldorf e no Palácio de Belas Artes de Pequim e exposições individuais na Galerie Lelong em Nova York, na Galeria Elkon em Nova York e na Galerie Lelong em Zurique.
- 1990: retrospectivas na Fundação Antoni Tàpies em Barcelona e no MNCARS em Madrid, e exposições na Galerie Lelong em Nova York, na Galerie Lelong em Paris e na Galeria Richard Gray em Chicago.
- 1991: exposições individuais no Pavilhão Micovna no Jardim Real do Castelo de Praga, na Fuji Television Gallery em Tóquio, na Carles Taché Gallery em Barcelona, na Galerie Lelong em Nova York, na Fundação Antoni Tàpies em Barcelona, na Galerie Lelong em Zurique, as Galerias Waddington em Londres e a Galerie Lelong em Paris, e retrospectivas no Centro Atlántico de Arte Moderno em Las Palmas, no Centro Cultural Arte Contemporáneo de México, DF, no Museu de Arte de Long Beach ( Long Beach, Califórnia ), a Fundação Serralves no Porto, a Fundação Calouste Goulbenkian em Lisboa e a Fundação Joan Miró em Barcelona.
- 1992: retrospectivas na Fundação Antoni Tàpies em Barcelona, no IVAM em Valência, na Serpentine Gallery em Londres, no Meadows Museum em Dallas e no Museu de Arte Moderna em Nova York, e exposições na Middlesbrough Art Gallery em Middlesbrough, o Galeria Nieves Fernández em Madrid, Galeria Juan Gris em Madrid e Galeria Theo em Valência.
- 1993: participação na XLV Bienal de Veneza, retrospectivas na Fundação Antoni Tàpies em Barcelona e no Schirn Kunsthalle em Frankfurt am Main, e exposições na Pace Gallery em Nova York e Erker Galerie em Sankt Gallen.
- 1994: participação na Bienal da Eslovênia, retrospectivas no Prins Eugens Waldemarsudde em Estocolmo, no Sástago Palace em Zaragoza e na Galerie nationale du Jeu de Paume em Paris, e exposições nas Galerias Waddington em Londres, na Rupertinum Moderne Galerie und Graphische Sammlung de Salzburg e o Museu de Belas Artes de Santa Fé.
- 1995: retrospectiva no Guggenheim Museum em Nova York e exposições no Pace Wildenstein em Nova York, na Soledad Lorenzo Gallery em Madrid, no Madrid Mint Museum, no Musée d'Art Moderne de Céret, na Galerie Lelong em Zurique, no Kunsthaus em Zug e o Marburger Universitäts-Museum em Marburg.
- 1996: retrospectivas no Kirin Art Space Harajuku em Tóquio, no Museu de Arte Contemporânea Marugame Genichiro Inokuma em Kagawa, no Museu de Arte da Cidade de Nigata em Nigata e no Museu de Arte Moderna Gunma em Gunma, e exposições no Auditorio de Galicia em Santiago de Compostela, a Galerie Lelong em Paris, a Fundação César Manrique em Lanzarote e o Centro Cultural de Belém, Lisboa.
- 1997: exposições no Centro de Arte Contemporânea Luigi Pecci em Prato, na Galeria Christian Stein em Milão, Sala de Exposições do Banco Zaragozano (Saragoça), Galeria Fernando Santos no Porto, Kestner-Gesellschaft em Hannover e Galerie Lelong em Zurique.
- 1998: exposições na Fundação Antoni Tàpies em Barcelona, a Casa Rusca Pinacoteca Comunale em Locarno, a Galerie Lelong em Paris, o Kunsthalle em Krems, a Galeria Soledad Lorenzo em Madrid, a Sala de Exposições do Centro Cultural Palacio de la Audiencia em Soria, a Toni Tàpies Gallery em Barcelona, a Joan Prats Gallery em Barcelona e a Senda Gallery em Barcelona.
- 1999: exposições no Centro Cultural Casa del Cordón em Burgos, no Centro Cultural Pelaires em Palma de Maiorca e na Fundação Caixa Galicia em Vigo.
- 2000: exposições na Abadía de Santo Domingo de Silos em Burgos, no MNCARS em Madrid, na Galerie Lelong em Paris, na Pace Gallery em Nova Iorque, na Haus der Kunst em Munique e na Toni Tàpies Gallery em Barcelona.
- 2001: exposições na Bibliothèque Nationale de France em Paris, no Centro Cultural Borges em Buenos Aires, na Fundació Caixa em Girona ( Gerona ), na Galerie Lelong em Zurique, na Galeria Soledad Lorenzo em Madrid e nas Galerias Waddington em Londres.
- 2002: exposições no Centro Cultural de Cascais, na Fundação Antoni Tàpies em Barcelona, na Galerie Bab Rouah em Rabat, na Galerie Lelong em Paris e no Musée Picasso em Antibes.
- 2003: exposições na La Casa Encendida em Madrid, na Galeria Toni Tàpies em Barcelona, na Galeria Pace Wildenstein em Nova Iorque, nas Galerias Waddington em Londres, no Centre d'Art La Panera em Lérida, na Galeria Soledad Lorenzo em Madrid e o Kunsthalle de Emden.
- 2004: exposições no MACBA em Barcelona, no Neues Museum em Nuremberg, no Patio Herreriano Museum em Valladolid, no Centro Cultural Banco do Brasil no Rio de Janeiro, na Fundação Marcelino Botín em Santander, no MNCARS em Madrid, no Museu de Arte de Zapopan e a Galeria Toni Tàpies em Barcelona.
- 2005: exposições no Hara Museum of Art em Tóquio, nas Waddington Galleries em Londres, na Galerie Lelong em Zurique, na Caixa Galicia Foundation em Ferrol, no Museo d'Arte Contemporanea em Lissone, no Singapore Art Museum em Singapura e no Centro de Exposições e Congressos de Zaragoza.
- 2006: exposições na Galeria Fernando Santos no Porto e em Lisboa, nas Galerias Waddington em Londres, na Galeria Pace Wildenstein em Nova Iorque, no Hôtel des Arts em Toulon, na Galerie Lelong em Paris, na Galeria Soledad Lorenzo em Madrid, na Galeria Toni Tàpies de Barcelona e a Fundação Antoni Tàpies de Barcelona.
- 2007: exposições no Museu Schloss Moyland em Bedburg-Hau, no Museu de Arte Moderna de Espoo em Espoo e no Instituto Cervantes em Madrid.
- 2008: exposições no Instituto Cervantes em Berlim, no Instituto Cervantes em Praga, no Instituto Cervantes em Toulouse, na Galerie Lelong em Zurique, na Toni Tàpies Gallery em Barcelona e nas Galerias Waddington em Londres.